# The Black Arrow (film 1911)
The Black Arrow è un cortometraggio muto del 1911 diretto da Oscar C. Apfel.

## Produzione
Il film fu prodotto dalla Edison Company.

## Distribuzione
Distribuito dalla General Film Company, il film - un cortometraggio in una bobina - uscì nelle sale cinematografiche statunitensi il 10 novembre 1911.